# Bucureșci
Bucureșci (en hongrois : Bukuresd) est une commune du Județ de Hunedoara en Transylvanie, (Roumanie).